# 매천 황현 절명시첩
매천 황현 절명시첩(絶命詩帖)은 황현(黃玹, 1855-1910)은 1910년 8월 경술국치후 대월헌(待月軒)에서 순절할 때의 절명시 4수가 담겨있는 첩이다. 2019년 5월 7일 대한민국의 국가등록문화재 제748호로 지정되었다.

## 개요
조선말부터 대한제국기의 역사가이자 시인인 황현(黃玹, 1855-1910)은 1910년 8월 경술국치 후 그 해 9월 절명시(絶命詩)를 남기고 당시 사랑채였던 대월헌(待月軒)에서 순절하였다. 바로 그 절명시 4수가 담겨있는 첩으로, 양면으로 되어 있으며 서간과 상량문 등도 포함되어 있다. 정부에서는 고인의 충절을 기리어 1962년에 건국훈장 독립장을 추서하였다.

## 같이 보기
- 황현

## 참고 자료
- 매천 황현 절명시첩 - 국가유산청 국가유산포털